# Бухарестская (станция метро)
«Бухаре́стская» — станция Петербургского метрополитена, располагающаяся на Фрунзенско-Приморской линии между станциями «Волковская» и «Международная».
Станция открылась 28 декабря 2012 года в составе второго пускового участка Фрунзенского радиуса.

## Название
В конце марта 2009 года губернатор Санкт-Петербурга Валентина Матвиенко поддержала просьбу о переименовании станции в «Метростроевскую» в связи с планируемым вводом в эксплуатацию в год 70-летия Петербургского Метростроя. Вслед за этим активисты Фрунзенского района выдвинули ещё несколько вариантов переименования «Бухарестской», среди которых звучали названия «Университет Профсоюзов» или «Профсоюзная» (в честь Гуманитарного университета профсоюзов, расположенного неподалёку), а также «Екатерининская» (в ознаменование юбилея вступления на престол Екатерины Великой).
Также недовольство планируемым названием выражал МИД России, указывая на то, что «Румыния — это государство, которое нельзя назвать дружественным», и на поддержку Румынией НАТО.
Однако Топонимической комиссией Санкт-Петербурга было принято решение название станции не менять.
Губернатор Полтавченко утвердил решение комиссии, а поэтому переименование не состоялось.
Свое нынешнее название получила по одноимённой улице.

## Наземные сооружения
Встроенный в торговый комплекс «Континент на Бухарестской» вестибюль станции располагается юго-восточнее пересечения улиц Бухарестской и Салова.
Вестибюль представляет собой прямоугольное в плане помещение, в оформлении которого использованы мотивы, схожие с оформлением подземных залов станции. Стены вестибюля частично отделаны серым мрамором; потолок, дополненный рядами пересекающихся декоративных ферм, опирается на два ряда колонн оригинальной формы, отделанных красным мрамором. Пространство над эскалаторным ходом украшает мозаичное панно со стилизованным изображением румынского пейзажа работы мастерской А. К. Быстрова. Для освещения вестибюля применяются закарнизные светильники, а также световые полосы в пространстве между колоннами.

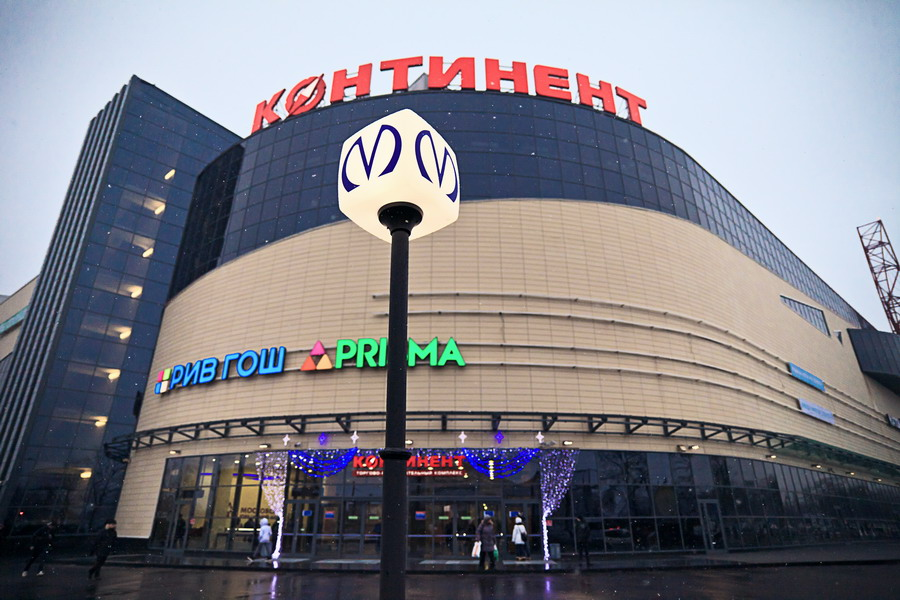
ТРК «Континент на Бухарестской», в котором расположен вестибюль станции.
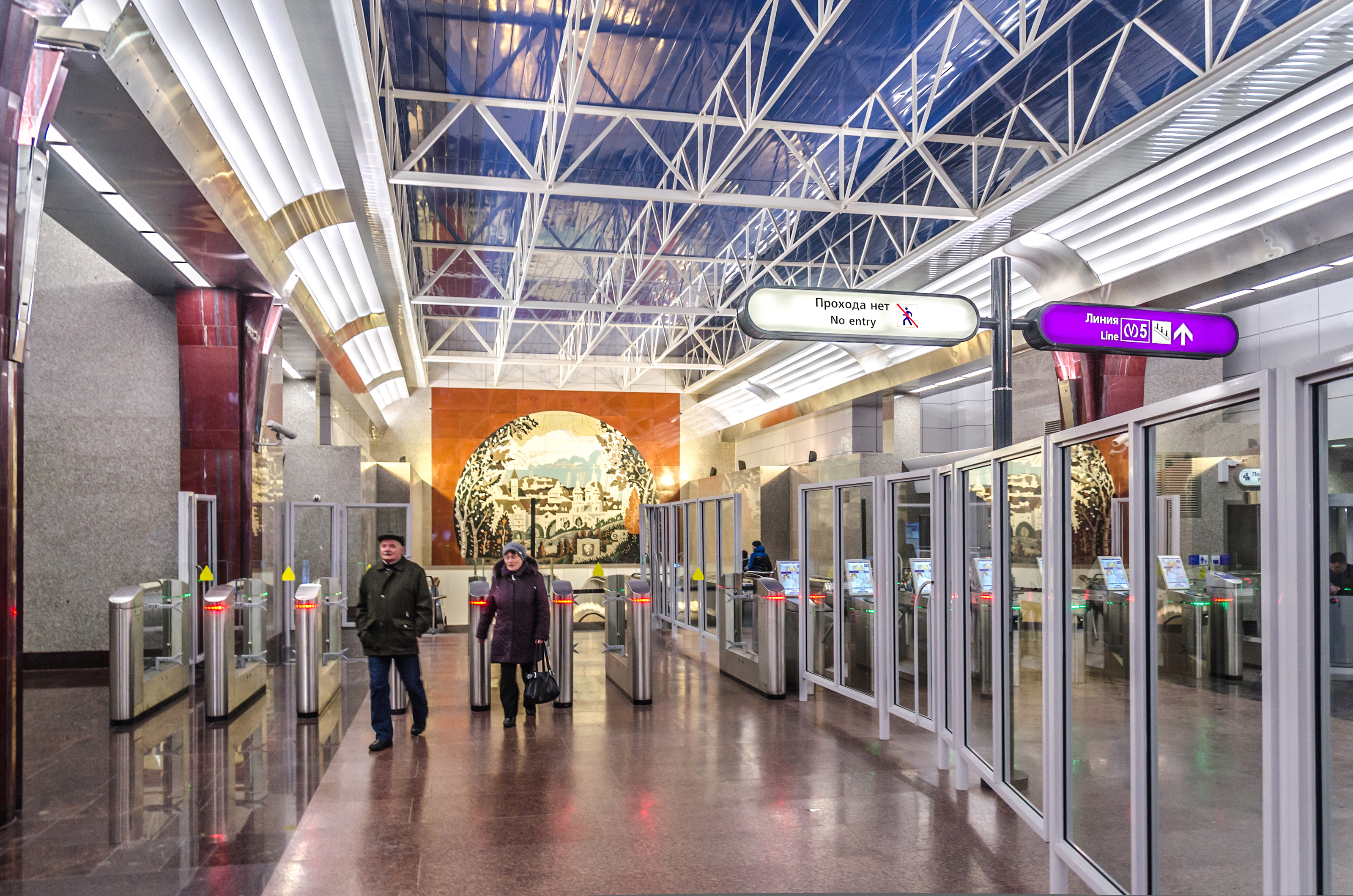
Вестибюль станции
Мозаичное панно в вестибюле станции

## Подземные сооружения

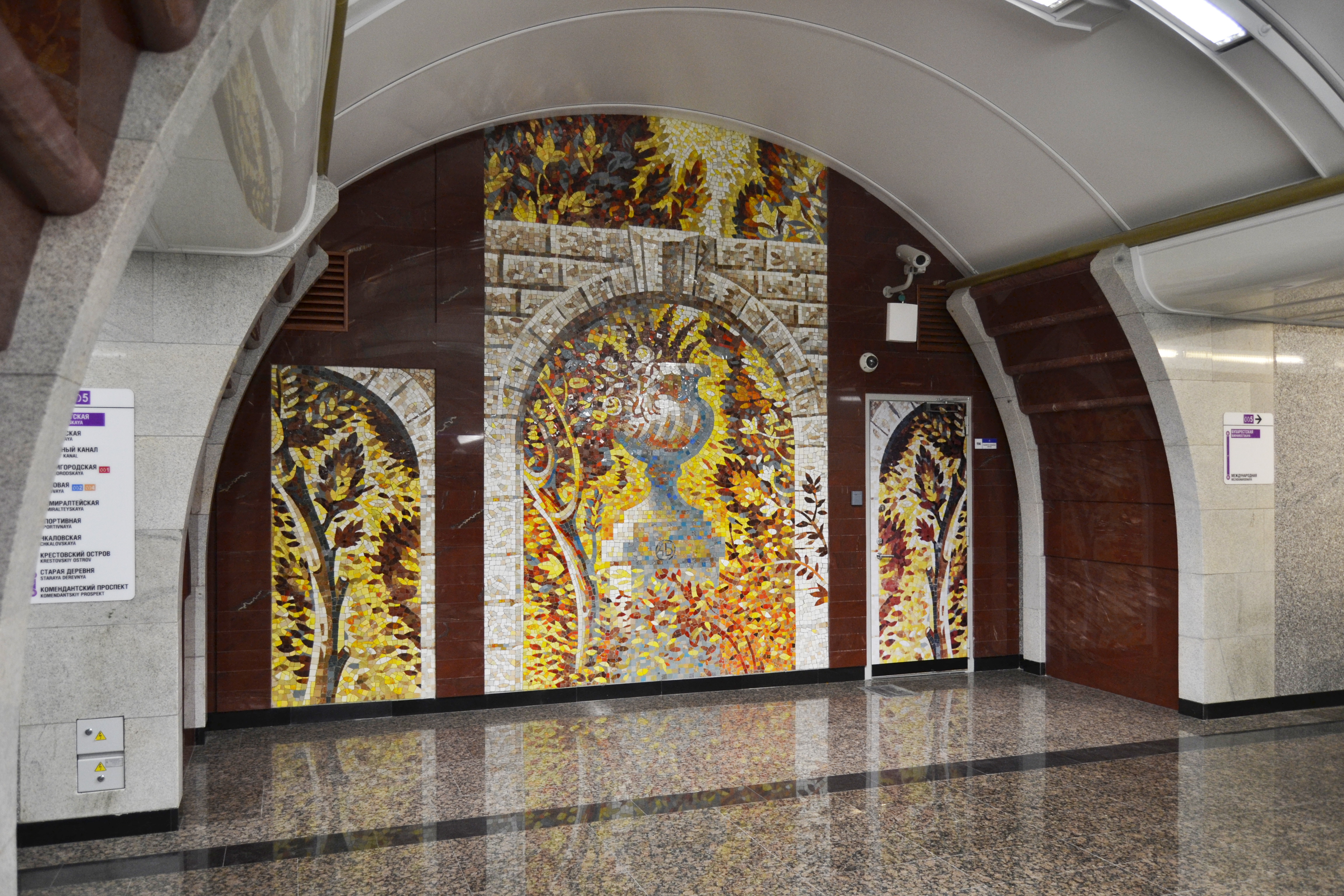
Мозаичное панно в торце центрального зала станции

«Бухарестская» является пилонной станцией глубокого заложения. До 2007 года «Бухарестскую» планировали сделать односводчатой, однако из экономических соображений был выбран вариант пилонной станции. В 2004 году рассматривался вариант вывода линии на поверхность за станцией «Волковская» с возможностью сооружения наземных станций «Бухарестская» и «Международная», однако впоследствии от него отказались.
Центральный зал станции освещается группой люстр оригинальной формы, а также полосами закарнизных светильников; в перронных залах используется только закарнизное освещение. Пол отделан серым гранитом со вставками из габбро, стены отделаны серым мрамором, пилоны перед арками украшают вставки оригинального профиля из красного мрамора. Вдоль карнизов станции проходит фриз из жёлтой с пёстрым растительным узором мозаики; южный торец центрального нефа украшает мозаичное панно работы мастерской А. К. Быстрова.
В северном торце станции располагается наклонный ход, содержащий 4 эскалатора.

## Проектирование
Станцию начали строить в 1988 году, в составе Фрунзенского радиуса, и к моменту остановки строительства в 1995 году был построен только левый опорный тоннель. Был почти на половину готов первый этап строительства односводчатой станции глубокого заложения.
Станцию должны были украшать два ряда светильников, стилизованных под фонари Бухареста, по середине станции был бы подземный переход на планирующуюся тогда станцию Кольцевой линии, а торец бы украсило панно с видами Бухареста.
Позже проект изменили и участок левого опорного тоннеля перебрали, под один из станционных тоннелей пилонной станции.
Строительство было вновь возобновлено в 2006 году.

## Строительство
2009 год:

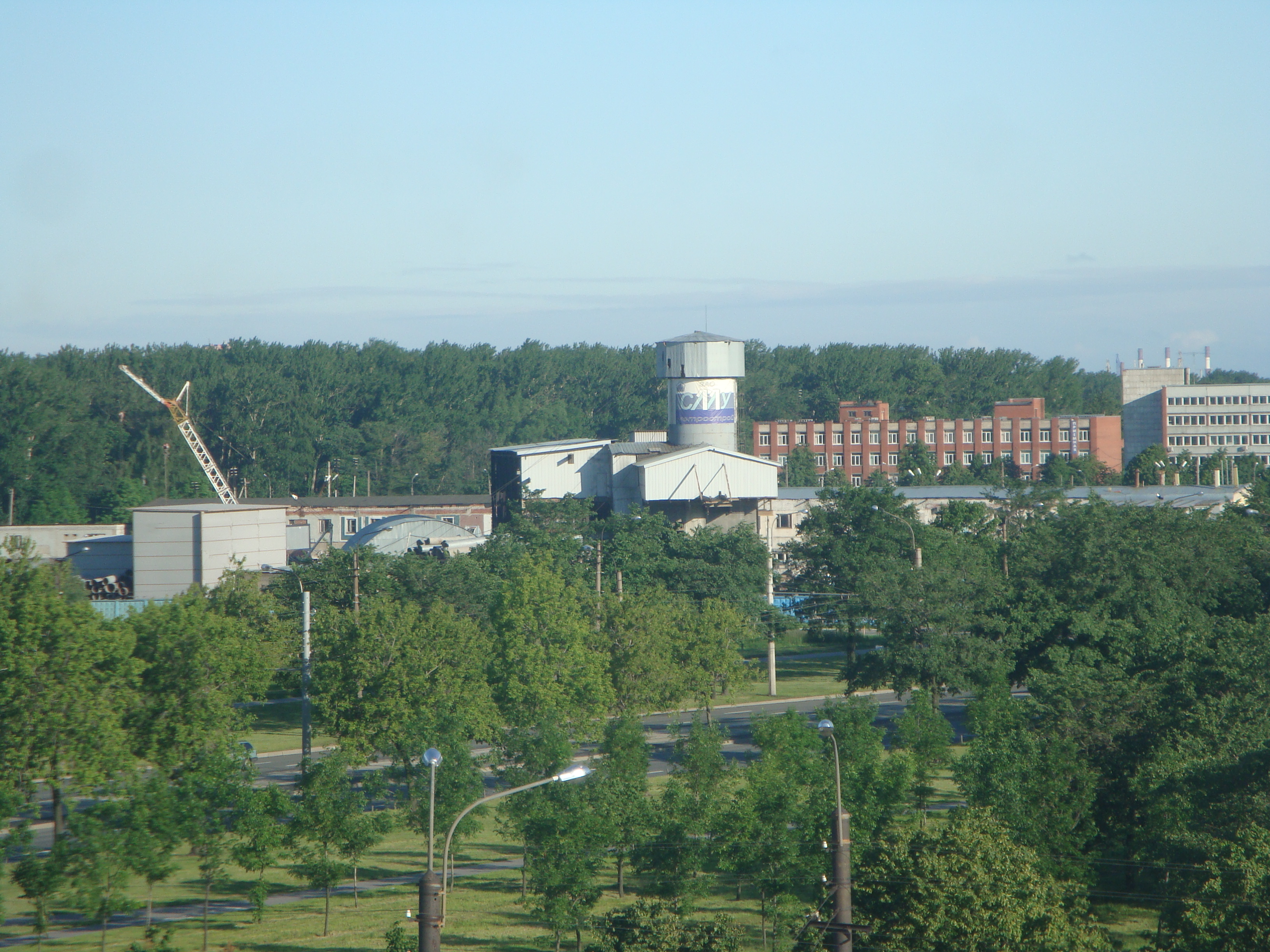
Общий вид стройплощадки в июне 2009 года

- По состоянию на конец октября 2009 года на этой ветке метрополитена был проложен только один путевой тоннель. Работы по проходке второго были заморожены на участке от «Волковской» до «Бухарестской», не доходя до станции «Бухарестская» несколько сотен метров[12].

2010 год:
- 2 сентября 2010 года было проведено совещание правительства по развитию метрополитена, которое проходило под руководством Валентины Матвиенко. На нём было сказано, что на станции пройден средний станционный тоннель и на треть выполнены проходческие работы в левом и в правом станционных тоннелях. Одновременно с этим ведётся проходка наклонного хода станции. Генеральный директор ЗАО «Адамант» Дилявер Меметов подтвердил сроки строительства зданий торговых центров, в которых будут расположены вестибюли станции. На момент проведения совещания строительство торговых комплексов находилось на стадии разработки документации[13].

2012 год:
- Январь. Сооружения дистанционного комплекса в конструкциях завершено, все проемы раскрыты. Полным ходом идет процесс декоративной облицовки. Цоколи путевых стен, а также пол уже покрыты гранитом. Ведется сооружение торгового комплекса вместе с конструкциями вестибюля.
- Июль. Станцию подключили к сетям «Ленэнерго»[14].
- 2 октября 2012 года была завершена установка зон «Е», обеспечивающих работу эскалаторов станции[15].

В начале декабря 2012 года на станциях Петербургского метро было размещено объявление о том, что станции «Бухарестская» и «Международная» будут открыты 27 декабря 2012 года. Однако позднее, 15 декабря 2012 года, информация на объявлениях была изменена, дату открытия указанных станций перенесли на 28 декабря 2012 года. Обе станции открылись в этот день, в церемонии открытия принял участие губернатор города Георгий Полтавченко.

## Пассажиропоток
- В день открытия 28 декабря, станцией воспользовались более 24 тысяч человек[17].

## Факт
- К открытию станции были изготовлены именные жетоны станции[18].

## Галерея
|                         |                     |                                        |               |                       |
| Центральный зал станции | Боковой зал станции | Достопримечательность станции — синица | Выход в город | Наклонный ход станции |

## Наземный транспорт

### Автобусные маршруты

#### Городские
| №   | Пересадки | Конечный пункт 1       | Конечный пункт 2                               |
| --- | --- | ---------------------- | ---------------------------------------------- |
| 36  | Звёздная Парк Победы | Московское шоссе, 33   | Мгинская улица                                 |
| 54  | Купчино Проспект Славы Международная Волковская Обводный канал Лиговский проспект Площадь Восстания Маяковская Московский вокзал | Малая Балканская улица | Смольный                                       |
| 57  | Дунайская Проспект Славы Волковская                                                                                              | Малая Балканская улица | Боровая улица                                  |
| 59  | Звёздная Московская Проспект Славы                                                                                               | Звёздная улица         | Бухарестская                                   |
| 74  | Купчино Волковская Обводный канал Лиговский проспект Площадь Восстания Маяковская Московский вокзал                              | Малая Балканская улица | Смольный                                       |
| 91  | Международная Волковская Обводный канал Лиговский проспект                                                                       | Сортировочная          | Площадь Восстания Маяковская Московский вокзал |
| 117 | Пролетарская Волковская | Троицкое поле          | Нефтяная дорога                                |

#### Пригородные
| №    | Пересадки                                                                                               | Конечный пункт 1 | Конечный пункт 2 |
| ---- | --- | ---------------- | ---------------- |
| 801  | Волковская Международная Проспект Славы Ломоносовская Лодейное Поле                                     | Обводный канал   | Винницы          |
| 856  | Волковская Международная Проспект Славы Ломоносовская Волховстрой Гостинополье Андреево Волхов-Пристань | Обводный канал   | Кириши           |
| 856в | Международная Проспект Славы Ломоносовская Волховстрой Гостинополье Андреево Волхов-Пристань            | Волковская       | Кириши           |
| 860  | Волковская Международная Проспект Славы Ломоносовская                                                   | Обводный канал   | Тихвин           |
| 863  | Волковская Международная Проспект Славы Ломоносовская Лодейное Поле Инема                               | Обводный канал   | Старая Слобода   |
| 864  | Волковская Международная Проспект Славы Ломоносовская                                                   | Обводный канал   | Лодейное Поле    |
| 865  | Волковская Международная Проспект Славы Ломоносовская Лодейное Поле                                     | Обводный канал   | Подпорожье       |
| 867  | Волковская Международная Проспект Славы Ломоносовская                                                   | Обводный канал   | Бокситогорск     |
| 869  | Волковская Международная Проспект Славы Ломоносовская Тихвин Пикалёво                                   | Обводный канал   | Пикалёво         |
| 896  | Волковская Международная Проспект Славы Ломоносовская Тихвин                                            | Обводный канал   | Шугозеро         |

### Трамвайные маршруты
| №  | Пересадки                                                                           | Конечный пункт 1       | Конечный пункт 2       |
| -- | ----------------------------------------------------------------------------------- | ---------------------- | ---------------------- |
| 25 | Проспект Славы Международная Волковская Обводный канал Лиговский проспект           | Купчино                | улица Марата           |
| 43 | Проспект Славы Международная Электросила                                            | Купчино                | Московские ворота      |
| 45 | Дунайская Проспект Славы Международная Парк Победы Московская                       | Купчино                | проспект Юрия Гагарина |
| 49 | Дунайская Проспект Славы Международная Волковская Обводный канал Лиговский проспект | Малая Балканская улица | улица Марата           |

### Троллейбусные маршруты
| №  | Пересадки                                    | Конечный пункт 1 | Конечный пункт 2                               |
| -- | -------------------------------------------- | ---------------- | ---------------------------------------------- |
| 42 | Волковская Обводный канал Лиговский проспект | Сортировочная    | Площадь Восстания Маяковская Московский вокзал |